# シンガポール料理

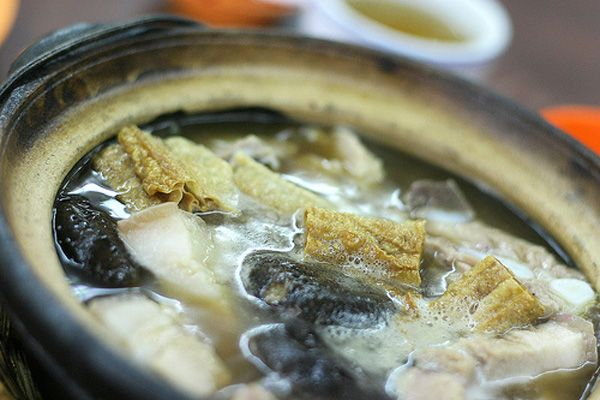
肉骨茶

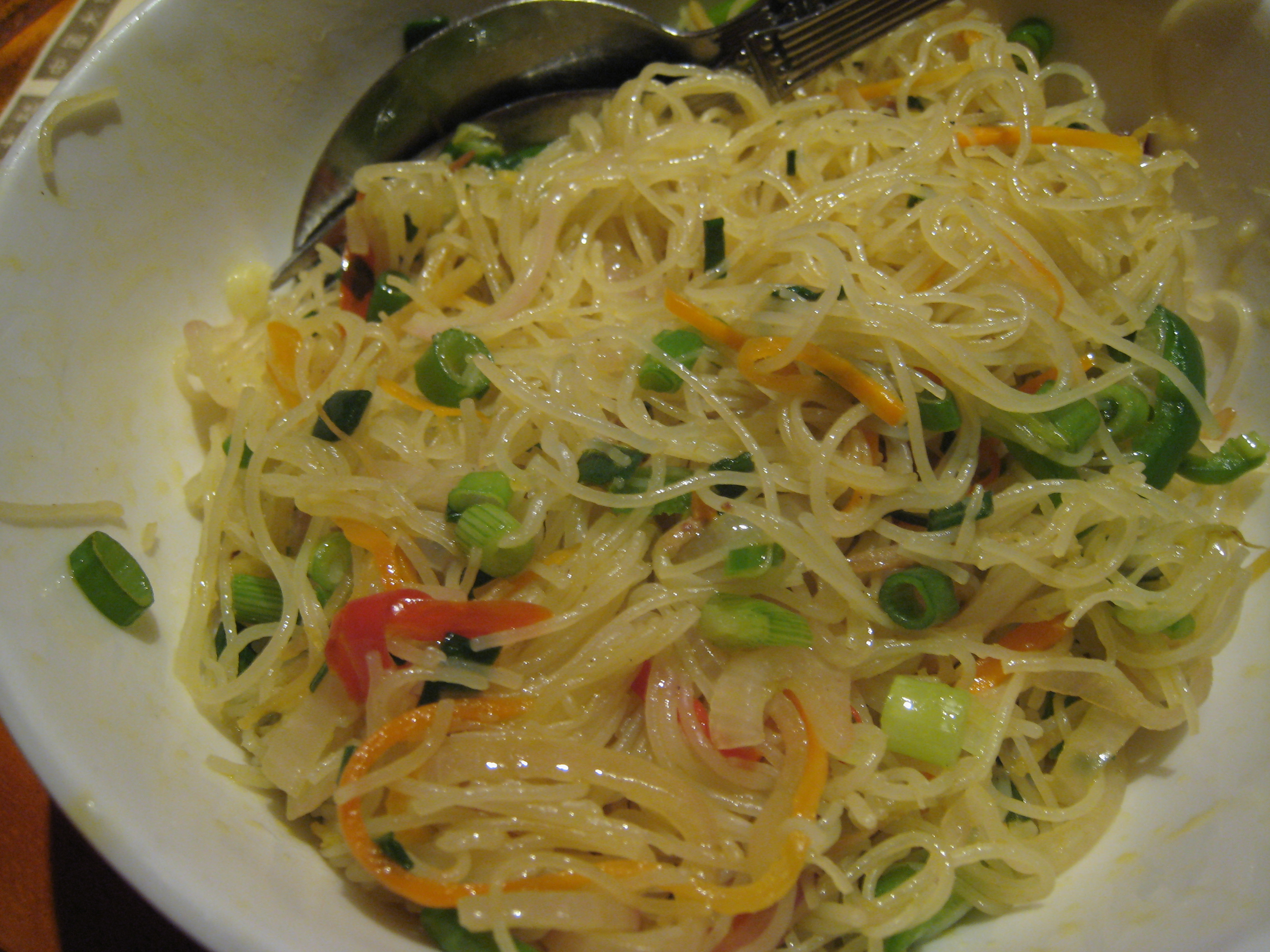
シンガポール・ヌードル

シンガポール料理（シンガポールりょうり）では、シンガポールの食文化について概説する。

## 概要
シンガポールは1965年にマレーシアより分離独立して建国されたため、歴史が浅い。
1980年代半ばに記憶の共有がシンガポール国民という感覚に重要だという認識をしたシンガポール政府は、シンガポール国民の各民族コミュニティの歴史をシンガポールの歴史につなぐことで、より深遠な「国のルーツ」を作ろうとした。
なかでも注目されたのが「料理」であり、シンガポールには国民国家としてのシンガポールよりも歴史の古い食物が数多くあった。
こういった事情もあって「シンガポール料理」とは、各地方料理によって構成されるものではなく、華人系シンガポール人、マレー系シンガポール人、インド系シンガポール人などといった民族アイデンティティーとシンガポールの国家アイデンティティーとを共存化させるための「空間」と言うことができる。
多民族、多文化間の相違は標準化や融合されることなく、むしろ強調され、固定化されて行くことになる。
こういった「多文化主義」をシンガポールではロジャックという料理に例えることがある。「ロジャック」はマレー語で「混合」を意味し、多種の食材がサラダボウルの中に入っているが、それぞれの食材は分離している状態なのである。いろいろな文化が混ざり合った状態を「文化のるつぼ」と言うが、そういった観点ではシンガポールの多様な文化は「るつぼ」のように熔け合ってはいない。
1994年からは、シンガポール政府主導で、シンガポール国内外でのフードフェスティバルを定期的に開催し、海南鶏飯、チリクラブ、ミーゴレン、タフゴレン、ポピア、サテ、アイスカチャン、シンガポール・スリングなどを提供し、宣伝を行っている。
シンガポール政府観光局は2001年にプラナカン料理を「シンガポールが有する固有の料理にもっとも近い(the closest Singapore has to an indigenous cuisine）」と宣伝し、2011年からシンガポール政府観光局とインターナショナル・エンタープライゼス・シンガポールが「シンガポール・テイクアウト（Singapore Takeout）」プロジェクトで、著名シェフをロンドン、パリ、香港、上海、モスクワ、シドニー、デリー、ドバイに派遣してプラナカン料理を作り、シンガポール料理として広めようとしている。

## 代表的な料理

### 麺料理
- シンガポール・ヌードル
- 板麺
- 牛肉のクイティオ
- 牛肉麺
- ビーフンゴレン
- チャークイティオ
- クラブビーフン
- フィッシュスープビーフン
- ホッケン・ミー
- ラクサ
  - カトンラクサ
- 粿汁（中国語版）
- クイティオゴレン
- ミーバクソ（英語版）
- ミーゴレン
- ミーレブス
- ミーポク
  - 肉脞麺
- ミーシャム
- ソトミー
- サテビーフン
- ベジタリアンビーフン

### 米料理
- ビリヤニ
- 鴨飯
- 海南鶏飯（ハイナンチキンライス）
- 海南カレーライス（ハイナン・カレーライス）
- クトゥパ
- ナシゴレン
- ナシレマッ
- ナシパダン
- ラウォン
- 潮州粥

### スープ料理
- 肉骨茶（バクテー）
- スライスド・フィッシュ・スープ
- フィッシュヘッド・カレー
- ソト
  - ソトアヤム
- スプ・カンビン
- 亀スープ
- 猪雑湯
- アサムペダス

### パン料理
- ロティ・ジョン
- ロティ・プラタ
- ナン

### その他料理
- アヤムゴレン
- アヤムペニェッ
- バクソ
- ブラックペッパークラブ
- 菜頭粿
- 叉焼
- チリクラブ[3]
- デンデン
- 魚丸
- グドゥッ
- グライ
- 蝦醤鶏
- 蚵仔煎
- ペチェルレレ
- 生腸
- ロジャックバンドン
- サテ
- サユール・ロデ

### 軽食・菓子類
- アイスカチャン
- アパムバリック
- ボボチャチャ
- チェンドル
- 清補涼（中国語版）
- カレー揚げパイ
- 鹹煎餅
- カヤトースト (ロティ・バカール)
- クルプック
- 粿（中国語版）
  - ラドゥ（英語版）
  - モーダカ
  - 紅桃粿（英語版）
  - スーンクエ
- オタオタ
- ピサンゴレン
- プトゥガル
- スギーケーキ
- サッティソッル

### 飲料
- バンドン
- コピ
- ミロ
- マイロ・ダイナソー
- シンガポール・スリング
- テータリック